# 21726 Rezvanian
21726 Rezvanian è un asteroide della fascia principale. Scoperto nel 1999, presenta un'orbita caratterizzata da un semiasse maggiore pari a 2,3687074 UA e da un'eccentricità di 0,1098025, inclinata di 5,76664° rispetto all'eclittica.